# Olle Karlefeldt
Sven Olof (Olle) Karlefeldt, född Karlefäldt 27 augusti 1910 i Stockholm, död där 19 maj 1992, var en svensk skådespelare.

## Filmografi
- 1936 – Flickorna på Uppåkra
- 1938 – Pengar från skyn